# Ioannis Kondylakis
Ioannis Kondylakis (en griego Ιωάννης Κονδυλάκης; Ano Viannos, Heraclión, 1862 - Heraclión, 1920) fue un novelista, traductor, ensayista y columnista griego. Fundó la Unión de Periodistas Griegos y se le considera uno de los pilares de la narrativa griega moderna.

## Biografía

### Primeros años
Ioannis Kondylakis nació en Ano Viánnos (Creta, Grecia), en una familia de conocidos revolucionarios griegos. Con cinco años su familia se exilió a El Pireo a raíz de la revolución de 1866. Allí permaneció tres años, hasta 1869, cuando volvió a Creta y acabó la educación primaria. Posteriormente entró en el gimnasio de Heraclión, para después trasladarse a Atenas, donde continuó su estudios de gimnasio.
En 1877 regresó a Creta para ayudar en la revolución que había estallado contra los otomanos. Durante el mismo periodo trabajó en varios tribunales de La Canea y en la autoridad portuaria, al tiempo que comenzó su actividad periodística en periódicos de La Canea. En 1884 volvió a Atenas, donde finalizó sus estudios secundarios. Ese mismo su relato La cretense huérfana ganó el concurso de la revista Estía y publicó su primer libro, Διηγήματα (Diiyímata, «Relatos»). Aunque se inscribió en la Facultad de Filosofía de la Universidad de Atenas, se vio obligado a interrumpir sus estudios por motivos económicos.

### Periodismo y ensayo
En 1885 abandonó Atenas para regresar a Creta, donde consiguió un empleo como maestro en Modi (Cidonia). Sin embargo, solo trabajó allí durante un curso, tras lo cual se marchó a La Canea para dedicarse al periodismo y la literatura. Llegó a formar parte del consejo de redacción del periódico Ámyna, pero sus artículos patrióticos contra las autoridades otomanas le obligaron a exiliarse de nuevo en 1889. Así pues, regresó a Atenas, donde pasaría ya la mayor parte de su vida. En esta ciudad colaboró con numerosos periódicos (Ásty, Efimerís, Skrip, Estía, etc.), en los que escribió principalmente como columnista. Hasta tal punto se destacó en dicho género que P. Nirvanas llegó a calificarlo como «el padre de los columnistas» de Grecia.
Durante veinte años fue columnista fijo del periódico Embrós con el seudónimo Διαβάτης (Diavátis, «Caminante»). Anteriormente había utilizado otros seudónimos de tipo humorístico como Κονδυλοφόρος (Kondyloforos, «Portaplumas»), Δον Κανάγιας (Don Kanayas, «Don Canaya») Ιωάννης Ακτήμων (Ioannis Aktímon) o Jean sans terre (ambos «Juan sin tierra»). Se hizo célebre sobre todo por su sutil humor, su característico ánimo filosófico, su ácida imparcialidad y su indagación de la actualidad social. Además, fue miembro fundador y primer presidente de la Unión de Periodistas Griegos.
También escribió lecturas escolares y memorias revolucionarias. Del mismo modo, completó la Historia de las Revoluciones Cretenses de Zampelios y Kritovoulidis.

### Literatura
Su contribución fue igualmente importante en la prosa. Junto con Aléxandros Papadiamantis y Andreas Karkavitsas se lo considera uno de los pilares de la narrativa griega moderna, encuadrada en el realismo social (en griego ηθογραφία, ithografía).
Escribió sobre todo relatos cortos, aunque también algunos extensos, en la mayoría de los cuales se reflexiona sobre la tendencia cretense al heroísmo y la valentía. Sus primeros libros están escritos en cazarévusa sencilla mezclada con idiomatismos del griego cretense, utilizandos con gran acierto. En su madurez, la expresión se torna más viva, así como la estructura sintáctica. Su último libro, Πρώτη αγάπη (Próti agápi, «Primer amor»), lo escribió en demótico.

### Enfermedad y muerte
En 1919, tras haber visitado Alejandría, regresó a La Canea con un estado psicológico bastante negativo. En 1920 fue ingresado por hemiplejía en el hospital Pananio de Heraclión, donde murió al poco tiempo.

## Obra
Prosa
- Διηγήματα [Relatos]. Atenas: Fexis. 1884.
- Οι Άθλιοι των Αθηνών· Το πρώτον εικονογραφημένον ελληνικόν μυθιστόρημα [Los miserables de Atenas: La primera novela ilustrada griega]. Atenas: Zanoudakis. 1895.
- Ο Πατούχας [Patujas]. Atenas: Fexis. 1916.
- Όταν ήμουν δάσκαλος και άλλα διάφορα διηγήματα [Cuando era maestro y otros relatos]. Atenas: Fexis. 1916.
- Ενώ διέβαινα [Según cruzaba]. Atenas: Fexis. 1916.
- Πρώτη αγάπη [Primer amor]. La Canea: G. P. Fortsakis. 1919.

Traducciones
- Λουκιανού Άπαντα [Obras completas de Luciano] 1. Atenas: Fexis. 1910.
- Λουκιανού Άπαντα [Obras completas de Luciano] 4. Atenas: Fexis. 1911.
- Λουκιανού Άπαντα [Obras completas de Luciano] 6. Atenas: Fexis. 1911.

Estudios
- Ιστορία και Γεωγραφία της Κρήτης [Historia y geografía de Creta]. Atenas: Impr. Dialismá. 1901.
- Η ολοκαύτωσις του Αρκαδίου [El holocausto de Arcadio]. Atenas: Fexis. 1904.